# 王瑩 (女優)
王瑩（おう えい、ワン・イン、1913年3月8日 - 1974年3月3日）、中国の映画女優、脚本家、作家、歌手。本名は喩志華、別名は王克勤、幼名は桂貞。
中国の代表的女優の一人であったが、女優時代の江青（藍蘋）にとっては『最大のライバル』であった故、文化大革命では反乱分子として投獄・迫害されて死に至った。

## 生涯

### 人気子役からスター女優へ
安徽省蕪湖出身。実母は音楽教師で、その影響で幼い頃から歌うことを好み、周囲からは「小さなスター歌手」と呼ばれていたと言われている。だが、彼女が8歳の時に実母が死去、継母に虐待されたばかりか実父にも身を売られてある商店主の童養媳（トンヤンシー）となり、大変不幸な少女時代を過ごした。その苦境から逃れるため、漢口で学校を設立・運営する叔母に頼り、その縁から翌年に上海芸術劇社に参加した。「炭坑夫」「西線無戦事」（西部戦線異状なし）等の話劇にて子役として出演し、天才子役としての評判を獲得した。
1928年に上海芸術大学に入学し、文学を勉強しながら学生会の代表を担当した。その一方で王克勤名義で長沙・湘雅病院の看護婦学校で勉強し、左翼運動に熱中した故に1930年に中国共産党に入党して、何度も検挙されていた。左翼活動をする中で女流作家の謝氷瑩と知己になり、謝から名前の中の“瑩”（＝光沢のある石）の字をもらい、そこから芸名の王瑩が出来た。
その後、王は復旦大学文学科に入学。1932年以降は、舞台「圧迫」「少奶奶的扇子」（若奥様の扇子）「酒店」（ホテル）「約翰·曼利」（ジョン・マンレイ）などに出演するとともに、映画でも「女性的吶喊」（女の喚声）「鉄板紅涙録」（鉄の板と紅い涙）「同讐」（共に憎む）などの作品で主演。1934年に演劇日華親善活動の一環として日本に渡り東京大学に留学したが、演技などを学んだものの日華親善の目的を果たせぬまま失意のうちに翌年帰国した。

### 歌手としての活動
主に女優として活躍していた1930年代に歌手としても活躍しており、少なくとも4曲以上の曲が残っている：自ら映画の主役を務めた「自由神」のテーマソング「自由神之歌」、20世紀初期に活躍した男性作曲家・沙梅（シャー・メイ、1909年-1993年）とのデュエットの「扮禾歌」と「車水歌」、ソロの「本事高」など。

### 藍蘋との「確執」
1935年に映画「自由神」に主演し、同タイトルの主題歌も担当したこととほぼ同じ時期に、端役として演劇「娜拉」（人形の家）で舞台デビューしたばかりの藍蘋とも共演 することとなり、後々までに及ぶ藍蘋＝江青との因縁が出来た。
翌1936年に、舞台「賽金花」の主役・賽金花を巡って、女優選考で王瑩と藍蘋の二人が真正面から衝突していた。いつも同じ演劇や映画で端役や脇役として共演した「ライバル」王瑩を目の敵にしながら、キャリアのないまま一躍有名になった藍蘋に対し、子役時代からの芸歴の長いベテランとしての自負がある王瑩が一歩も引かず、止む無く原作者は両者とも主役としてダブルキャスト形式の公演を提案した。
だが、この提案に対し金山や王瑩が所属劇団の上海アマチュア演劇人協会から脱退し、新たに「40年代劇社」を結成し、舞台「賽金花」の公演を独自に踏み切った。「賽金花」は中国各地から3万人超の観客を集め、国内約20ヶ所の舞台で大ヒットした。一方、王瑩らが脱退したアマチュア演劇人協会は舞台「大雷雨」を対抗馬として打ち出し、藍蘋をその女主人公に演じさせたが、評判は芳しくなかったばかりか、その作品の演出家や役者の間のスキャンダルが続出した。藍蘋の内縁の夫・唐納の自殺未遂の件もあって、これを機に藍蘋は聯華映画公司から解雇され、その後の第二次上海事変を機に延安に行った。結果として「賽金花」の主役を巡った騒動は藍蘋と毛沢東との出会い・結婚のきっかけとなったが、その一方で王瑩に対しても文化大革命で迫害を受ける理由の1つになった。

### 舞台とロマンス
「賽金花」で共演した金山とはその後同棲した。王瑩は日中戦争の時期に上海救国演劇団の副団長を務め、戦時中に民衆の士気を上げるために「盧溝橋」「放下你的鞭子」（あなたは鞭をおろせ）「台児荘之戦」（台児荘の戦い）などの作品を中国各地で巡回公演していた。
だが金山とは性格の齟齬が目立つ様になり、王瑩は1937年に同じく共産党員で革命作家・工作員の謝和庚と知り合い、恋に落ちた。王も謝も当時既婚でそれぞれに配偶者がいたが、2人とも夫婦関係が冷え込んでいたので、実際には将来的に結婚を前提とした不倫関係であった。

### アメリカでの活動、終戦、結婚、帰国
1942年に王瑩はアメリカに留学し、内縁の夫である謝和庚も同行した。現地ではノーベル文学賞作家・パール・バックとの親交を深めたとともに、1943年にはホワイトハウスで「放下你的鞭子」を演じた。その時のアメリカ合衆国のファーストレディであったエレノア・ルーズベルトとのツーショット写真が残っている。第二次世界大戦の終わりをアメリカで迎え、更に東南アジアまで活躍の場を広げていったが、1955年に中華人民共和国に帰国した。帰国後は映画脚本の創作所・北京映画製作所で脚本を執筆する他、「両種美国人」（2種類のアメリカ人）、自伝の「宝姑」（宝おばちゃん）などの著述活動にも手を染めた。その時期にかつての共演者でもあり不仲な前夫であった金山との合作映画「台児荘之戦」も残されている。

### 文革による迫害、死
1967年に文化大革命が盛んになると、江青により夫・謝和庚と共に反乱分子として投獄・迫害される。この時、女優時代に「賽金花」の役を奪われた鬱憤を晴らすためか、中華人民共和国のファーストレディとなった江青が主導した「四人組」により王瑩の名前を消され、「30年代の退廃スター」、「アメリカのスパイ」などのあらぬ疑いをかけられた。晩年には、胃を悪くした上で麻痺の症状があり、口がほとんど利けず、1974年3月3日に獄死した。死亡した時に「囚人番号6742番」だけの記録しか残っていない。

### 死後
四人組が逮捕されると、夫の謝和庚や関係者による名誉回復のための運動が本格的に行われ、1979年7月6日に名誉回復がなされた。彼女の伝記「潔白的明星——王瑩」（清廉潔白なスター・王瑩）も出版された。1980年代になると1940年代に書かれた遺稿が書籍化され、公刊された（ただし英語・中国語のみ）。2005年に夫の謝和庚（1912年12月25日-2005年11月1日）が死去、翌年子孫らによって夫と共に立派な墓に改めて葬られ、側には軽く座る王瑩の石膏像も建てられた。